# دونكرفورت
دونكرفورت (بالهولندية: Donkervoort) هي شركة هولندية لتصنيع السيارات الرياضية مقرها في ليليستاد. تشتهر الشركة بإنتاجها للمركبات خفيفة الوزن والتي يتم تصنيعها يدويًا.

## وصلات خارجية
- الموقع الرسمي